# 莱萨河畔穆里略
莱萨河畔穆里略，是西班牙拉里奥哈自治区的一个市镇。总面积46平方公里，总人口1360人（2001年），人口密度30人/平方公里。